# Condylostylus longitalus
Condylostylus longitalus är en tvåvingeart som först beskrevs av Van Duzee 1923.  Condylostylus longitalus ingår i släktet Condylostylus och familjen styltflugor. Inga underarter finns listade i Catalogue of Life.